# Argiope pulchella
Espèce
Synonymes
- Argiope undulata Thorell, 1887

Argiope pulchella est une espèce d'araignées aranéomorphes de la famille des Araneidae.

## Distribution
Cette espèce se rencontre en Inde, au Pakistan, au Népal, en Birmanie, en Thaïlande, en Chine et en Indonésie,.

## Description

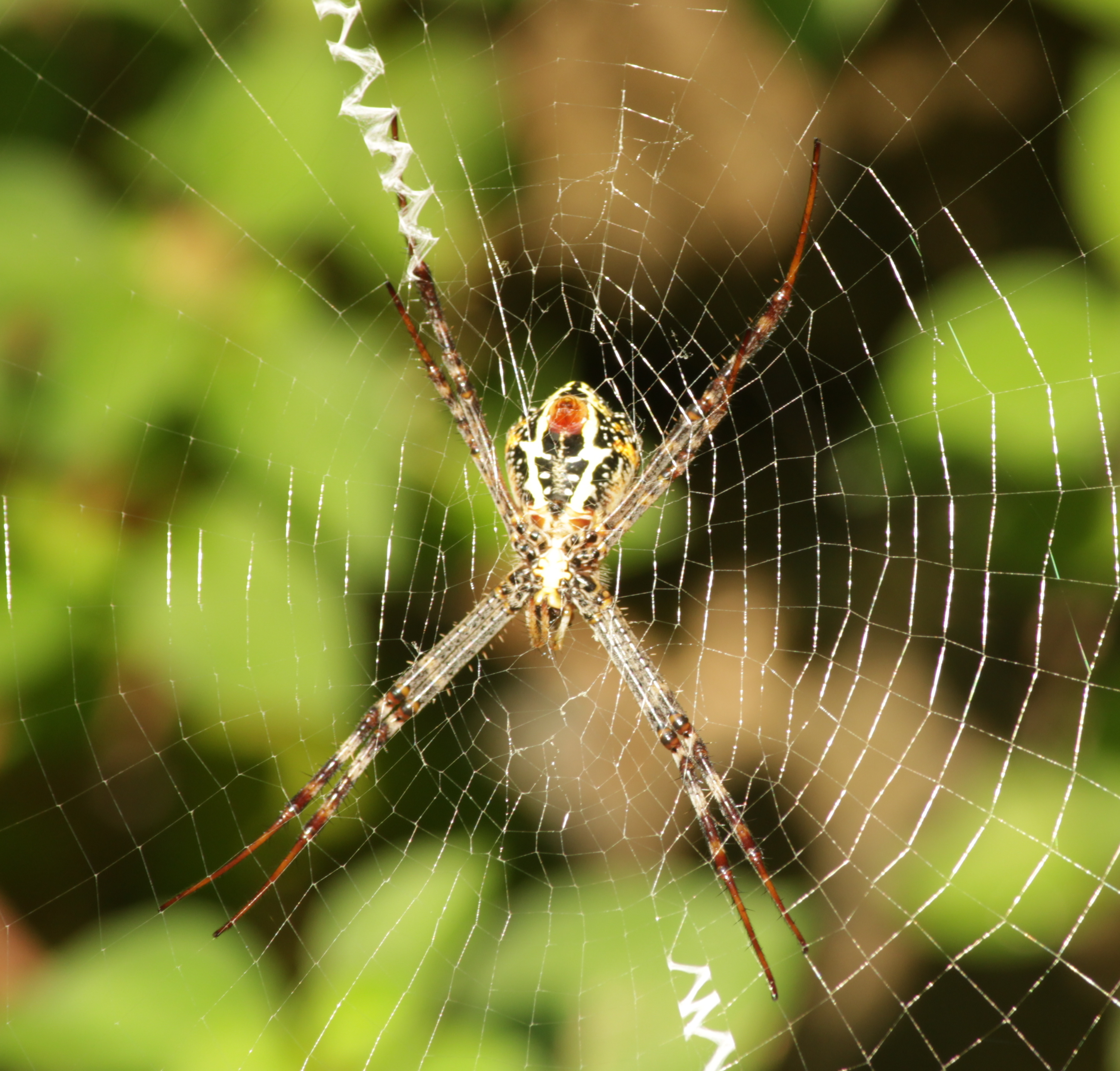
Argiope pulchella

Les femelles mesurent de 11,5 à 18 mm.
L'opisthosome de l'espèce est pentagonal et légèrement plus long que large.

## Toile
La toile qu'elle tisse présente un stabilimentum en zigzag.

## Systématique et taxinomie
Cette espèce a été décrite par Thorell en 1881.
Argiope undulata a été placée en synonymie par Levi en 1983.

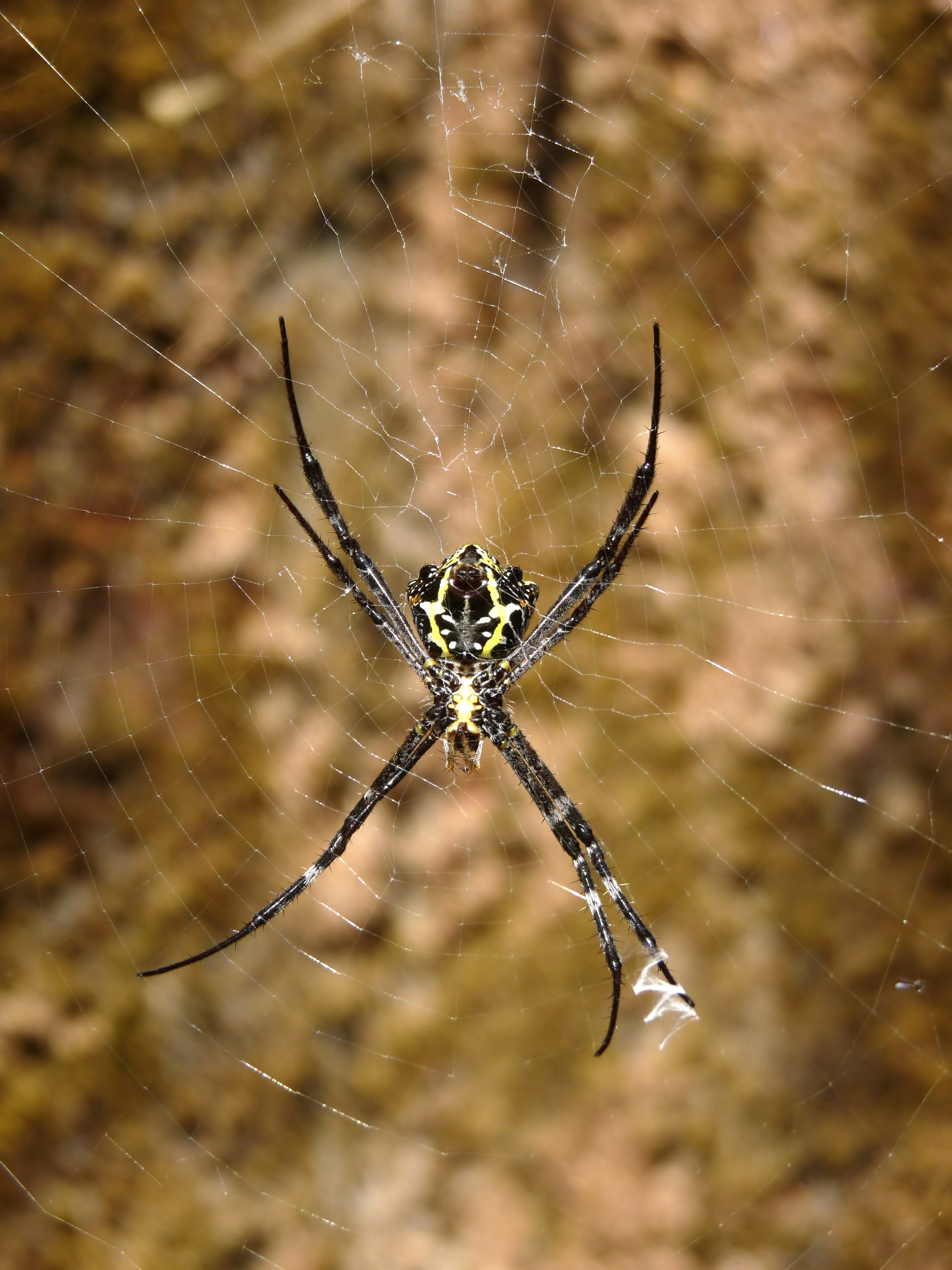
Vue ventrale de la femelle.
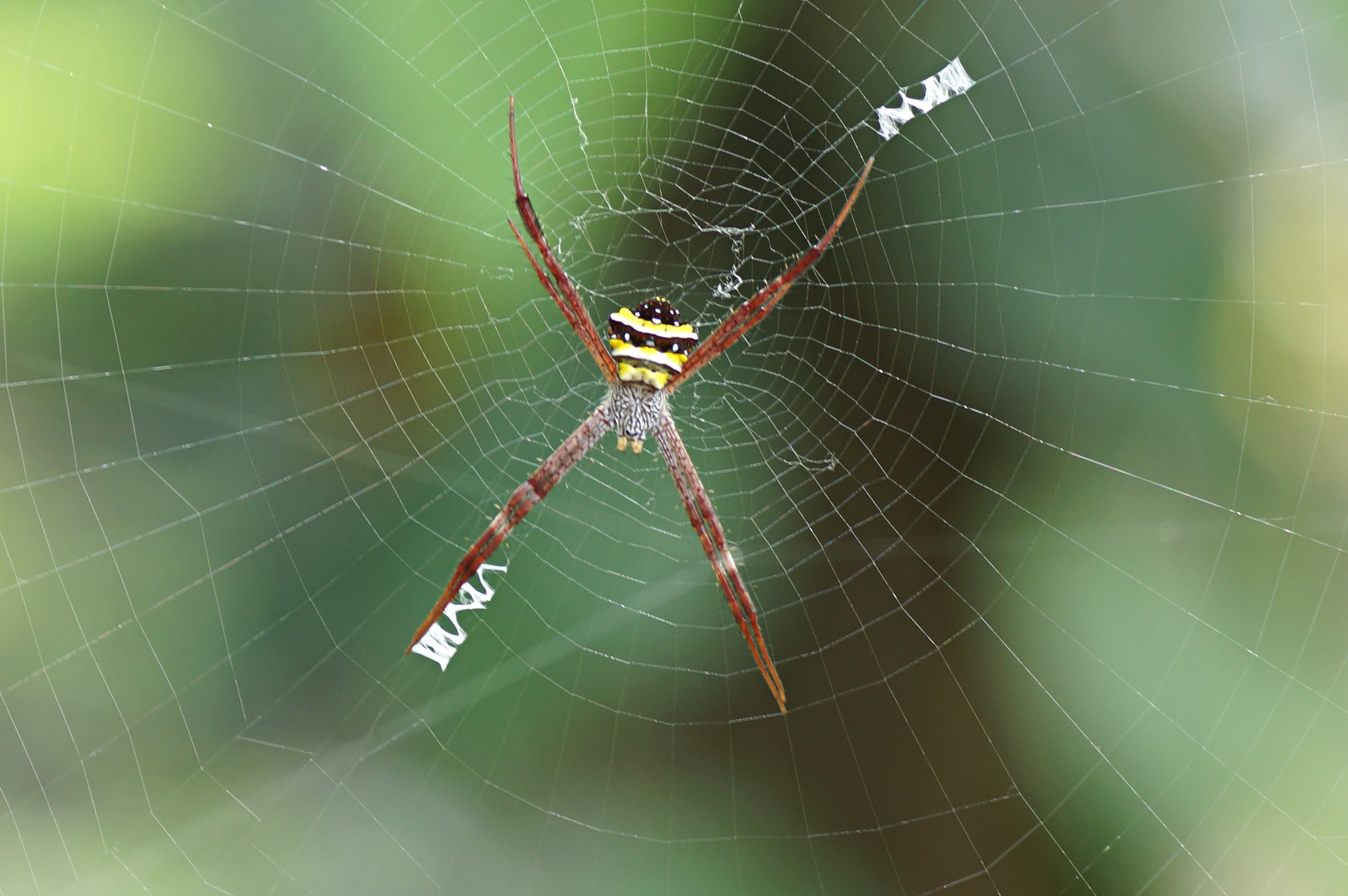
Femelle ; le stabilimentum en zigzag est visible.
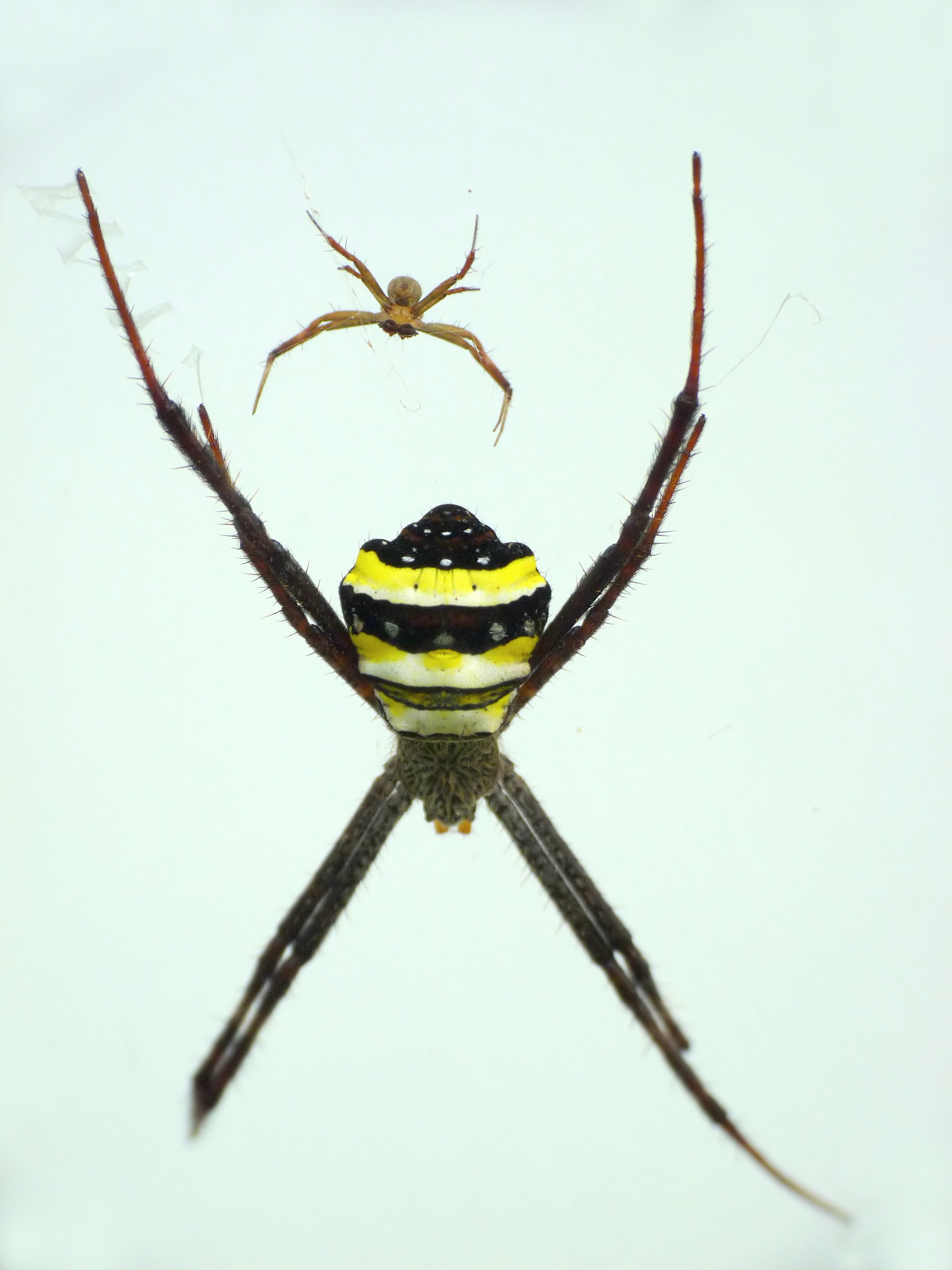
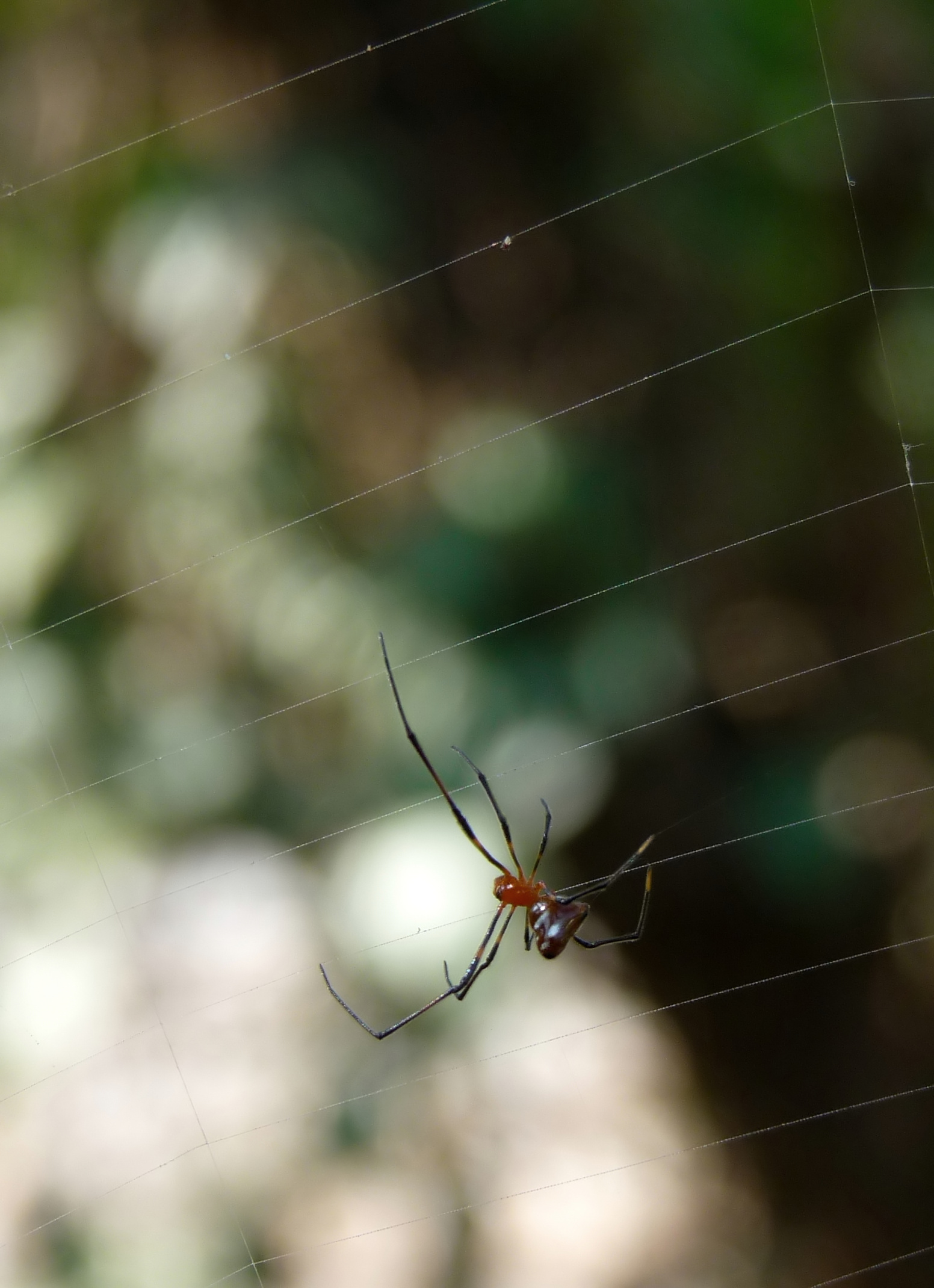
Argyrodes flavescens, un cleptoparasite sur une toile d'Argiope pulchella.

## Publication originale
- Thorell, 1881 : « Studi sui Ragni Malesi e Papuani. III. Ragni dell'Austro Malesia e del Capo York, conservati nel Museo civico di storia naturale di Genova. » Annali del Museo Civico di Storia Naturale di Genova, vol. 17, p. 1-727 (texte intégral).